# غيل إي. هالي
غيل إي. هالي (بالإنجليزية: Gail E. Haley)‏ هي كاتِبة وكاتبة للأطفال أمريكية، ولدت في 4 نوفمبر 1939 في تشارلوت في الولايات المتحدة.

## وصلات خارجية
- الموقع الرسمي